# Linda Sánchez
Linda Sánchez, née le 28 janvier 1969 à Orange (Californie), est une avocate et femme politique américaine membre du Parti démocrate. Elle siège depuis 2003 à la Chambre des représentants des États-Unis pour la Californie.

## Biographie
Elle appartient à plusieurs coalitions parlementaires, dont le Congressional Hispanic Caucus, le Congressional Progressive Caucus (aile gauche du Parti démocrate), et le Congressional Labor and Working Families Caucus. Elle est également entre 2017 et 2019 vice-présidente du groupe démocrate à la Chambre.
Sa sœur Loretta Sánchez est représentante de Californie de 1997 à 2017.

## Historique électoral

### Chambre des représentants des États-Unis
| Année | Linda Sánchez | Républicain | Libertarien | AIP    |
| ----- | ------------- | ----------- | ----------- | ------ |
| Année |               |             |             |        |
| 2002  | 54,81 %       | 40,82 %     | 4,37 %      | —      |
| 2004  | 60,70 %       | 39,30 %     | —           | —      |
| 2006  | 65,87 %       | 34,13 %     | —           | —      |
| 2008  | 60,70 %       | 30,33 %     | —           | —      |
| 2010  | 54,81 %       | 32,60 %     | —           | 4,14 % |
| 2012  | 67,54 %       | 32,46 %     | —           | —      |
| 2014  | 59,09 %       | 40,91 %     | —           | —      |
| 2016  | 70,48 %       | 29,52 %     | —           | —      |
| 2018  | 68,90 %       | 31,10 %     | —           | —      |
| 2020  | 74,30 %       | —           | —           | —      |
| 2022  | 58,10 %       | 41,90 %     | —           | —      |
| 2024  | 59,84 %       | 40,16 %     | —           | —      |